# Heo Young-ji
Heo Youngji (nascida em 30 de agosto de 1994), conhecida simplesmente como Youngji, é uma cantora, rapper e dançarina sul-coreana. É ex-integrante do grupo Kara, formado pela DSP Entertainment em 2007. Ela ficou conhecida por ganhar o programa KARA Project em 2014.

## Carreira

### Pré-debut
Youngji fez intercâmbio durante 2 anos na Nova Zelândia.
Youngji foi trainee na CCM junto da ex-integrante do T-ara Areum. Ela ia estrear em um girl group, mas ela saiu antes da estreia. Mais tarde, ela foi trainee na KeyEast, mas deixou a empresa também. Antes de um membro do KARA, ela foi trainee na DSP Media.

### Kara Project
Em Maio de 2014, depois das ex- integrantes Nicole e Jiyoung deixarem o KARA, DSP Media lançou o reality show intitulado KARA Project. Youngji participou desse reality show, onde ela e outras 6 garotas competiram para a escolha da nova integrante do KARA. O programa teve 6 episódios, e em cada um deles as garotas aprendiam e apresentavam uma música diferente do KARA, para estarem preparadas elas tinham uma semana para cada música. Youngji, logo no inicio, lesionou a perna e teve que ficar no hospital, ficando de fora das apresentações do 1° e 2° episódio. Por fim, Youngji foi a vencedora com 49,591 votos.

### Kara (debut)
Após ser proclamada a nova integrante do KARA, Youngji estreou em 18 de agosto na Coreia do Sul e dia 24 de outubro no Japão com o álbum Day & Night e o single Mamma Mia.

### Roommate
Youngji é uma das novas participantes da segunda temporada do reality show Roommate.

### K.A.R.D (2016)
No dia 7 de Dezembro de 2016, Youngji foi revelada como a carta "hidDen", do novo grupo misto, da DSP Entertainment, K.A.R.D.
Fez somente uma participação especial ou seja, não será um membro fixo do grupo.

## Discografia

### Participação em soundtracks e performances solo
| Ano  | Álbum                       | Música                        | Duração | Nota                                       |
| ---- | --------------------------- | ----------------------------- | ------- | ------------------------------------------ |
| 2014 | —                           | "Moonlight Silla" (Rock Ver.) | 03:11   | Youngji, Jieun, JiYoon, DickPunks e Soyeon |
| 2014 | —                           | "Angel's Wink"                | 03:20   | Solo                                       |
| 2015 | —                           | "Magic Words"                 | 3:35    | Chamsonyeo                                 |
| 2015 | In Love                     | "Peek-A-Boo"                  | 3:18    | Dueto com Park Gyuri                       |
| 2015 | Tasty 2: Happy Together OST | "You're So Yummy"             |         | —                                          |
| 2015 | Alohara (Can you feel it?)  | "How About Me?"               | 3:40    | Goo Hara feat Young-ji                     |

## Filmografia

### Drama
| Ano  | Canal      | Tutoe           | Papel       | Observação      |
| ---- | ---------- | --------------- | ----------- | --------------- |
| 2015 | MBC Every1 | Alchemist       | Oh Young-ji |                 |
| 2016 | TvN        | Another Miss Oh | Yoon Ahn Na | papel principal |

### Filmes
| Ano  | Titulo                  | Personagem | Nota                                                 |
| ---- | ----------------------- | ---------- | ---------------------------------------------------- |
| 2015 | Tasty 2: Happy Together | TBA        | Dublou a versão coreana e a versão japonesa do filme |

### Programas/Reality shows
| Ano                      | Titulo | Network                                                                  | Nota |
| ------------------------ | ------ | ------------------------------------------------------------------------ | ---- |
| 2014                     |        |                                                                          |      |
| Utchasa                  | SBS    | Convidada com Park Gyuri                                                 |      |
| Sebakwi                  | MBC    | Convidada com o KARA                                                     |      |
| A Song For You           | KBS    | Convidada com o KARA                                                     |      |
| Hello Counselor          | KBS    | Convidada com o KARA                                                     |      |
| Star King                | SBS    | Convidada com o KARA                                                     |      |
| Weekly Idol              | MBC    | Convidada com o KARA                                                     |      |
| Roommate: Season 2       | SBS    | Com Sunny, Jackson, Nana, Joon Park, Ryohei Otani, Bae Jong-ok e outros. |      |
| The Lord Of The Ratings  | KBS    | MC                                                                       |      |
| Yoo Jae Suk's I Am A Man | KBS    | Convidada com o KARA                                                     |      |

| Ano  | Titulo                | Network | Nota                                                                |
| ---- | --------------------- | ------- | ------------------------------------------------------------------- |
| 2015 | Let's Go! Dream Team  | KBS     | Convidada com Sandeul, Sungjae, Jo Kwon, Sunmi, Minah, Dahye, Amber |
| 2015 | A Style For You ep. 5 | KBS     | Convidada                                                           |
| 2015 | A Style For You ep.9  | KBS     | MC                                                                  |

### Aparições em videoclipes
| Ano  | Música            | Artista(s) | Papel         |
| ---- | ----------------- | ---------- | ------------- |
| 2011 | "Twinkle Twinkle" | Girl's Day | Extra         |
| 2014 | "Error"           | VIXX       | Garota cyborg |

### Radio
| Data                    | Emissora    | Programa                   | Nota                                   |
| ----------------------- | ----------- | -------------------------- | -------------------------------------- |
| 4 de Novembro de 2014   | MBC FM4U    | Sunny's FM Date            | Convidada com Jackson                  |
| 26 de Novembro de 2014  |             | DSP Radio E3               | DJ Special com Goo Hara                |
| 6 de Dezembro de 2014   | MBC         | Idol True Colors / C-Radio | Com Hyuk (VIXX) & Kwangmin (Boyfriend) |
| 28 de Março de 2015     | MBC         | Idol True Colors / C-Radio | Com Jackson & BamBam (GOT7)            |
| 31 de Maio de 2015      | KBS Cool FM | Radio Kpop Planet          | DJ Special com Goo Hara                |
| 17 de Junho de 2015     | SBS         | Lee Guk Joo's Youngstreet  | Com Kara                               |
| 11 de Fevereiro de 2016 | SBS         | Park So Hyun's Love Game   | Convidada                              |